# بدیع‌الزمان فروزانفر
بدیع‌الزّمان فروزانفر (۱۴ شهریور ۱۲۷۶ – ۱۶ اردیبهشت ۱۳۴۹) با نام اصلی عبدالجلیل بُشرویه‌ای؛ ادیب، نویسنده، مترجم، سراینده و پژوهشگر ادبی ایرانی و مدرس دانشگاه برجسته در زمینهٔ زبان و ادبیات فارسی بود. او یکی از مولوی‌پژوهان بزرگ امروزی بود و در این زمینه آثار ارزشمند گوناگونی را نگاشت. فروزانفر همچنین سال‌ها استاد کرسی‌دار ادبیات فارسی در دانشگاه تهران و نیز از کارمندان فرهنگستان زبان و ادب فارسی بود.

## نام اصلی و لقب
نام ابتدایی بدیع‌الزمان فروزانفر در دورهٔ جوانی‌اش محمدحسین بشرویه‌ای و بنا به روایت مهدی آذر عبدالجلیل بود. بعدها خود را جلیل ضیاء بشرویه‌ای، بعدتر جلیل فروزانفر، و عاقبت بدیع‌الزمان فروزانفر نام نهاد. تخلص شعری وی ابتدا ضیا بود و سپس ترجمهٔ همان را، که فروزانفر است، برگزید. او لقبِ «بدیع‌الزمان» را در سال ۱۲۹۸ خورشیدی، به‌سبب سرودن قصیده‌ای در وصف بهار، از احمد قوام (قوام‌السلطنه)، والی خراسان، دریافت کرد.

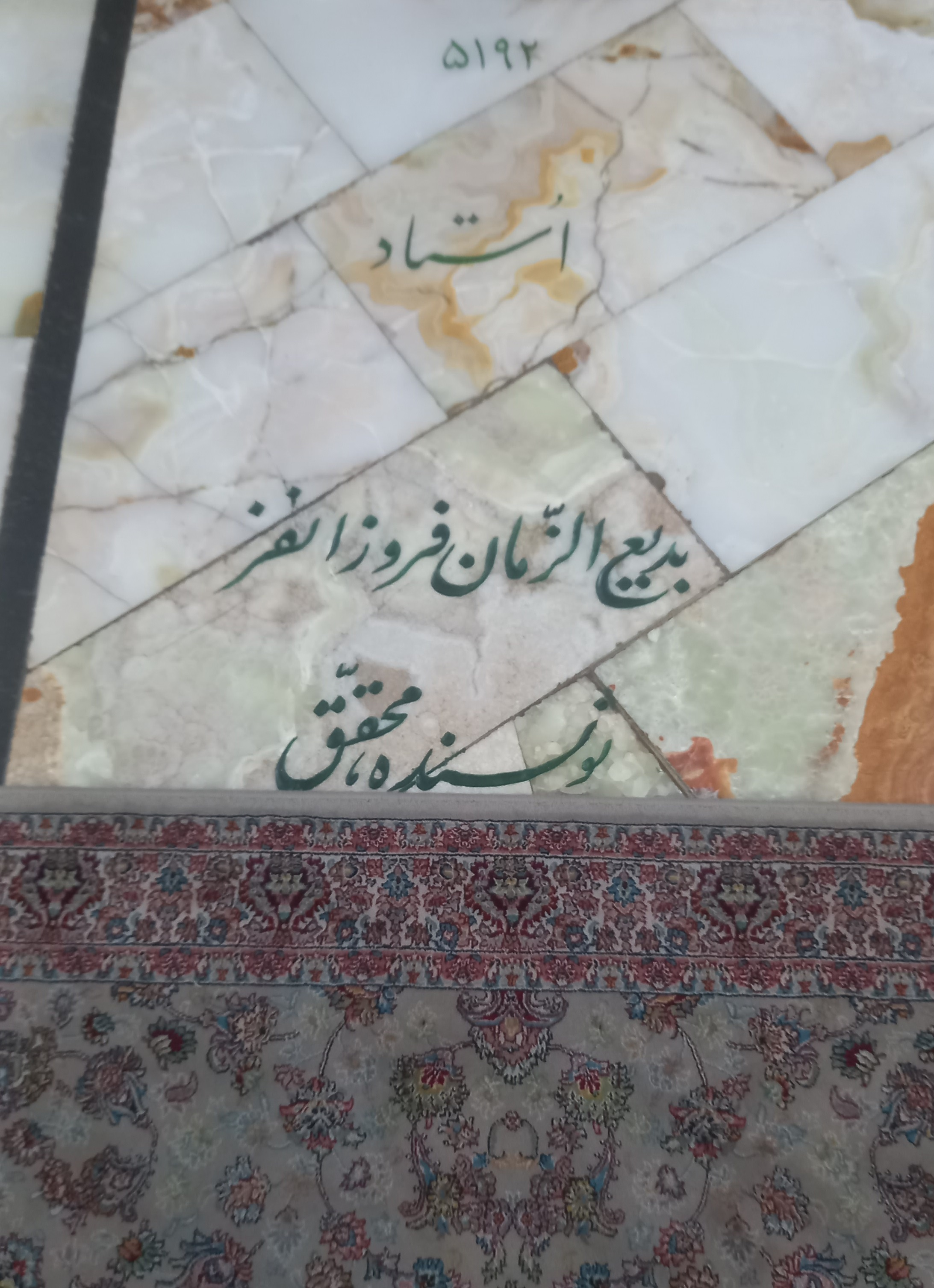
مزار فروزانفر در داخل حرم شاه عبدالعظیم

## زندگی
محمدحسین بشرویه‌ای و یا به عبارتی عبدالجلیل بشرویه، معروف به بدیع‌الزمان فروزانفر، فرزند آقا شیخ علی بشرویه‌ای، در سال ۱۲۷۶ خورشیدی در یک خانوادهٔ اهل علم و دانش در بشرویه، از شهرهای خراسان، به دنیا آمد. پدر وی، آقا شیخ علی بشرویه‌ای، از بزرگان منطقهٔ بشرویه و از شعرای دورهٔ مشروطه بود. مقدمات علوم را در زادگاه خود آموخت و آنگاه راهی مشهد شد و از محضر استادان ادبِ حوزهٔ خراسان، همچون ادیب نیشابوری و‍ ادیب پیشاوری، بهره برد. او در زمان تلمذ از ادیب نیشابوری همدرس مهدی آذر بود و حدود سال ۱۳۰۰ خورشیدی به تهران رفت و تحصیلات خود را در مدرسهٔ سپهسالار ادامه داد و چندی حجره‌ای در مسجد سپهسالار داشت. در جوانی در همان مدرسه به تدریس پرداخت و چندی بعد در سال ۱۳۰۵ به سِمَت معلمیِ دارالفنون و دارالمعلمین عالی منصوب شد. در سال ۱۳۱۳ به معاونت دانشکدهٔ معقول و منقول (الهیاتِ) دانشگاه تهران منصوب شد.

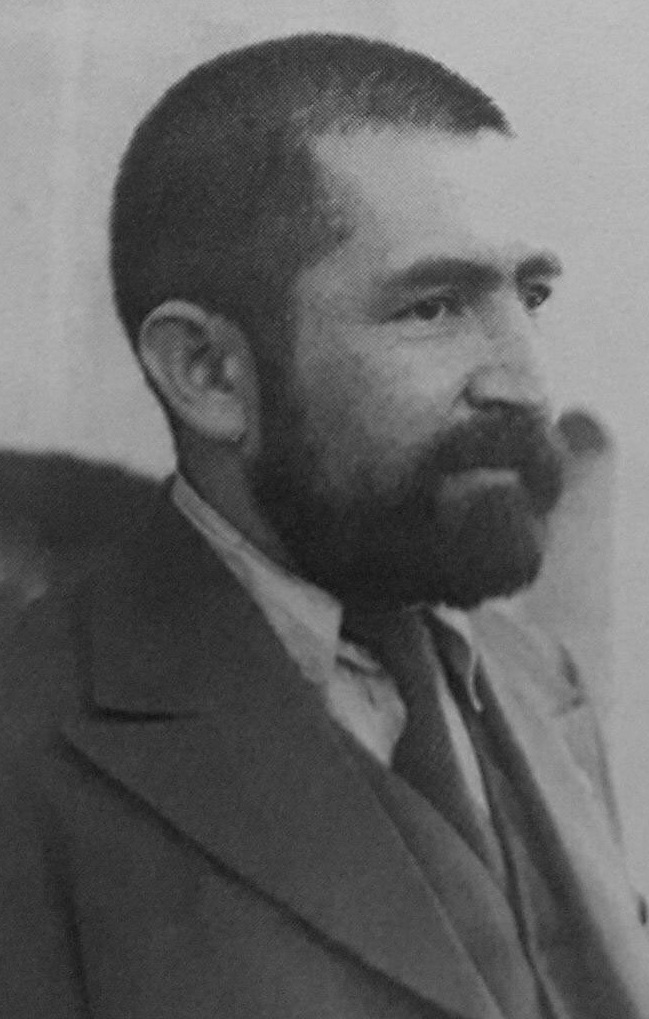
بدیع‌الزّمان فروزانفر

در سال ۱۳۱۴ هیئت ممیزهٔ دانشگاه تهران، مرکب از نصرالله تقوی، علی‌اکبر دهخدا و ولی‌الله نصر، تألیف ارزندهٔ او به نام تحقیق در زندگانی مولانا جلال‌الدین بلخی را ارزیابی و به او گواهی‌نامهٔ دکتری اعطا کرد. به استناد این گواهی‌نامه، در همان سال، به سِمَت استادیِ دانش‌سرای عالی و دانشکده‌های ادبیات و معقول و منقولِ دانشگاه تهران منصوب شد. در سال ۱۳۲۳، بر اساس رأی شورای استادان، به ریاست دانشکدهٔ معقول و منقول برگزیده شد و تا سال ۱۳۴۶ در این سِمَت باقی بود. از ابتدای تأسیس دورهٔ دکتریِ ادبیات فارسی در دانشگاه تهران، تدریس در دورهٔ دکتری را به عهده گرفت و برنامهٔ این دوره را پایه‌گذاری کرد. فروزانفر استادِ راهنمای جمعی از دانشجویان مبرّز دورهٔ دکتری در دانشکده‌های ادبیات و الهیات بود که اغلبِ آنان بعدها استادان برجستهٔ ادب پارسی و مطالعات فرهنگ ایران شدند؛ از جمله: پرویز ناتل خانلری، ذبیح‌الله صفا، مهدی حمیدی شیرازی، عبدالحسین زرین‌کوب، غلامحسین یوسفی، محمدامین ریاحی، قدمعلی سرامی، سید محمد دبیرسیاقی، احمد مهدوی دامغانی، سید جعفر شهیدی ،محمدرضا شفیعی کدکنی، سیمین دانشور، محمود نشاط، ضیاءالدین سجادی، جلال متینی، سید صادق گوهرین، منوچهر ستوده، منوچهر مرتضوی، مرتضی مولانا، محمود مقتدایی، مهدی محقق و بسیاری دیگر. 
فروزانفر در سال ۱۳۴۶ از استادی دانشگاه بازنشسته شد، اما همکاری خود را در تدریس در دورهٔ دکتری ادبیات فارسی تا روزهای پایانیِ عمر ادامه داد. در همین زمان، عضویت مجلس سنا را یافت. مدتی نیز ریاست کتابخانهٔ سلطنتی را به عهده گرفت. بدیع‌الزمان فروزانفر در ۱۶ اردیبهشت ۱۳۴۹ بر اثر سکتهٔ قلبی در ۷۳ سالگی درگذشت.
او در باغ طوطی (صحن شاه‌عبدالعظیم) به خاک سپرده شد. شفیعی کدکنی دربارهٔ قبر او می‌گوید: «تولیت آستان حضرت عبدالعظیم (با گذشت سی سال و رفع مانع فقهی) قبر بدیع‌الزمان فروزانفر، از استادان بزرگ دانشگاه تهران و یکی از نوادر فرهنگ ایران‌زمین را، به مبلغ یک میلیون تومان به یک حاجی بازاری فروختند. هیچ‌کس این حرف را باور نمی‌کند. من خود نیز باور نمی‌کردم تا ندیدم.»

## بررسی آثار
سخن و سخنوران (۱۳۰۸–۱۳۱۲) اثر برجستهٔ فروزانفر، سرمشقی برای تحقیق در تاریخ ادبیات ایران، و دریچه‌ای به نقد شعر فارسی بود. این کتاب فروزانفر، ضمن آنکه سنت دیرینهٔ تذکره‌نویسی در ادبیات فارسی را در نظر داشته، راهگشای تحقیقات نوین در تاریخ ادبیات ایران بوده است. قبل از نشر این تذکرهٔ تحقیقی و انتقادی، عالی‌ترین اثری که به‌عنوان تاریخ ادبی تحت عنوان معمول تاریخ شعرا عرضه می‌شد، مجموعهٔ تقریرات درسی میرزا محمدحسین خان ذکاءالملک بود که هرچند در جای خود آکنده از نکات جالب بود، اما از دیدگاه علمی بر هیچ مبنای متّفَقٌ‌علیهِ مقبولی مبتنی نبود. اما اثر فروزانفر کار تازه‌ای بود و بلافاصله بعد از نشر، مورد توجه و تحسین اهل نظر واقع شد و کسانی چون محمد قزوینی، محمدعلی فروغی و مینورسکی جزو اولین کسانی بودند که کار او را ستودند.
پژوهش‌های بعدی درزمینهٔ تاریخ ادبیات ایران، و شاخص‌تر از همه، تاریخ ادبیات در ایران، تألیف ذبیح‌الله صفا از کتاب سخن و سخنوران تأثیر پذیرفته‌اند.
اما آنچه نام فروزانفر را بر تارک تحقیقات ادبی و عرفانی نشاند، شیفتگی او به نبوغ ادبی شگرف مولوی جلال‌الدین محمد بلخی و تلاش ۴۰ سالهٔ او در کار تحقیق پیرامون آثار و اندیشهٔ مولوی بود. رساله در احوال مولانا (۱۳۰۵ ش) طلیعه‌ای از مطالعات فروزانفر دربارهٔ مولوی بود که طی چهل سال با تألیف کتاب‌های مآخذ قصص و تمثیلات مثنوی، احادیث مثنوی، تصحیح دیوان کبیر (کلیات شمس) و شرح مثنوی شریف ادامه یافت. همچنین رساله در شرح احوال عطار، تصحیح معارف بهاء ولد، معارف برهان‌الدین محقق و ترجمهٔ رسالهٔ قشیریه را گام‌های جنبیِ او در راه شناخت افراد و آثار مؤثر بر تکوین شخصیت و آثار مولوی دانسته‌اند. فروزانفر در جستجوی یک مبنای علمی برای شرح مثنوی، تصحیح انتقادیِ آثار خود مولوی و آنچه را در میان منابع الهام او شامل معارف بهاء ولد، معارف برهان‌الدین محقق و مقالات شمس تبریزی می‌شد در این زمینه بر هر کار دیگر مقدم شمرد. کتاب فیه مافیه را که مجموعهٔ گفتارهای مولوی در مجالس خاص بود تصحیح کرد و با تعلیقات جامع و بایسته نشر نمود. معارف برهان محقق را ــ هرچند ظاهراً برمبنای یک نسخهٔ خطی ناقص ــ با تعلیقات محققانه و با مقدمه و فهرست‌های دقیق طبع نمود، معارف بهاء ولد را، که خود مولوی فواید والدش می‌خواند، در دو جزء جداگانه با تحقیقات عالمانه منتشر ساخت. مقالات شمس را هم ظاهراً از روی چند نسخهٔ عکسی که در اختیار داشت مقابله کرد، اما مجال طبع و تصحیح نهائی آن را نیافت.

## دیدگاه صاحب‌نظران دربارهٔ فروزانفر
عبدالحسین زرین‌کوب، از بزرگان ادب فارسی، دربارهٔ فروزانفر گفته است:
«معلم و استادی دلسوز و صمیمی بود. درس او تنها تعلیم نبود، هم تهذیب بود و هم در عین‌حال تفریح. بااین‌همه، توفیق او در کار معلمی در بین استادان ادب عصر به‌کلی بی‌سابقه بود… شعر را به سبک قدما محکم و متین می‌گفت، مخصوصاً به شیوهٔ ناصرخسرو و خاقانی علاقه داشت، و ازاین حیث یادآور ادیب پیشاوری بود… احوال و اسبابی که در حیات ادبی وی مؤثر افتاد، از وی بیشتر یک محقَق و یک عالم ساخت… قلمرو تحقیق او ادبیات و تصوف بود، خاصه در دوران اسلامیِ قبل از صفویه...»
«فروزانفر نه فقط در زمینهٔ مثنوی و مولانا، بلکه در تمام قلمرو فرهنگ اسلامی ایران محققی بی‌بدیل بود. هنوز، باوجود مرور یک ربع قرن از غیبت او (به تاریخِ آن زمان)، هرچه امروز نزد ما در زمینهٔ عرفان و ادب جدی و درخور ارج است، میراث اوست، و آنچه از حوزهٔ تأثیر تعلیم بلاواسطه یا مع‌الواسطهٔ او خارج است، غالباً از عمق و لطف و تأمل خالی به نظر می‌رسد. حوزهٔ کنجکاوی‌اش وسیع و عرصهٔ استعدادش تقریباً نامحدود بود. در جوانی، مخصوصاً در اوایل ورود به تهران، درزمینهٔ شعر و شاعری هم طبع‌آزمایی کرده‌بود. پاره‌ای از اشعارش هم، در همان ایام، شهرت و قبول قابل ملاحظه‌ای یافته بود. اما او شاعری را پیشه نکرد… تدریجاً، مثل اکثر کسانی که به‌عنوان عالم نامبردار می‌شوند، اشتغال به شاعری را دون شأن خویش می‌یافت. ازاین‌رو، جز به‌ندرت و جز به الزامِ ضرورت، شعر نگفت، و ازاین‌که به شاعری منسوب شود تا حدی ابا داشت. مقاله‌نویسی را هم در آغازِ کار با نقد بر حواشی قزوینی بر چهارمقاله آزمایش کرد؛ از آن نیز خیلی زود انصراف یافت و جز به ندرت یا به ضرورت بدان کار نپرداخت.»
قدمعلی سرامی که از شاگردان برجستهٔ اوست دربارهٔ فروزانفر گفته است:
«ایشان (بدیع‌الزمان فروزانفر) در عین غرور علمی که در همهٔ رفتار و گفتارش دیده می‌شد، متواضع هم بود؛ در واقع استادی بود که می‌شد جمعیت اضداد را در وجودش دید. به همین دلیل هم نگاه آدم‌ها در قبال او متناقض بود. یک عده می‌گفتند فروزانفر اهل دیانت و این مسائل نیست و عده‌ای دیگر معتقد بودند که او از ده‌ها مجتهد، بیشتر وارد است. فروزانفر یک رندی ویژه داشت، من که بشخصه هم خیلی چیزها از او یادگرفتم و هم الان که از او یاد می‌کنم، مفتخرم که ایشان استاد من بود.

## شاگردان
در شب سید محمد دبیرسیاقی، رضا یکرنگیان، مدیر انتشارات خجسته دربارهٔ وی گفت: 
«دگر نادره‌کاری که جناب دکتر دبیرسیاقی در دورهٔ لیسانس و همچنین دوره‌های دیگر در دانشگاه تهران افتخار شاگردی او را داشت، فخر ادب ایران، بدیع‌الزمان فروزانفر بود. دکتر دبیرسیاقی آنچه را جناب بدیع‌الزمان در باب تاریخ ادبیات ایران در کلاس می‌گفتند، بدون یک کلمه کم یا زیاد، یادداشت می‌کردند. طرفه آنکه موقع تنظیم یادداشت‌ها برای چاپ‌سپاری، چند سال وقت صرف تحشیه و تنظیم فهارس کتاب می‌کردند.»

## در فرهنگ مردم‌پسند
در نمایشنامه شب روی سنگفرش خیسِ اکبر رادی شخصیتی به نام مژدهی به شاگردی فروزانفر افتخار می‌کند.

## نمونه اشعار
هدیهٔ نوروز یا در ستایش دکتر محمد مصدق

ای مصدّق ثنا سزاست ترا

هّمت اندر خور ثناست ترا
زانکه زاین سرزمین بحول الله

دست بیگانه از تو شد کوتاه
نفت خواران حیله آورپست

رشتهٔ چاره‌شان زتو بگسست
راستی را که مرد مرد تویی

زانکه با دیو در نبرد تویی
گرچه انگیخت او به حیله سپاه

یک سر مو دلت نگشت از راه
بخرد در زمانه مشهوری

از هوی پاک و از طمع دوری
سخنی مختصر بگویم من

در دلت نیست جزکه مهر وطن
عید نوروز بر تو فرّخ باد

هر چه پرسی ز بخت پاسخ باد

## فهرست آثار
- سخن و سخنوران، در دو جلد (۱۳۰۸–۱۳۱۲)
- منتخبات ادبیات فارسی (۱۳۱۳)
- رساله در تحقیق احوال و زندگانی مولانا جلال‌الدین محمد مشهور به مولوی (۱۳۱۵)
- تاریخ ادبیات ایران (بعد از اسلام تا پایان تیموریان) (۱۳۱۷)
- فرهنگ تازی به پارسی (با مشارکت چهار نفر از استادانِ دیگر) (۱۳۱۹)
- خلاصهٔ مثنوی، به انتخاب و انضمام تعلیقات (۱۳۲۱)
- تصحیح زندهٔ بیدار (حی بن یقظان)، اثر ابن طفیل (۱۳۳۴)
- فیه مافیه از گفتار مولانا جلال‌الدین محمد مشهور به مولوی (تصحیح) (۱۳۳۰)
- معارف سلطان‌العلما بهاءالدین محمدبن حسین خطیبی بلخی مشهور به بهاء ولد (تصحیح) (۱۳۳۳–۱۳۳۸)
- مأخذ قصص و تمثیلات مثنوی (۱۳۳۳)
- احادیث مثنوی (۱۳۳۴)
- کلیات شمس یا دیوان کبیر (۱۳۳۶–۱۳۴۸)
- معارف برهان‌الدین محقق ترمذی (تصحیح) (۱۳۳۹)
- شرح احوال و نقد و تحلیل آثار شیخ فریدالدین عطار نیشابوری (۱۳۳۹–۱۳۴۰)
- دیوان اشرف قزوینی
- مناقب اوحدالدین کرمانی (تصحیح) (۱۳۴۷)
- ترجمهٔ رسالهٔ قشیریه (تصحیح) (۱۳۴۵)
- شرح مثنوی شریف در سه مجلد (۱۳۴۶–۱۳۴۸)
- مجموعهٔ مقالات بدیع‌الزمان فروزانفر، به‌کوشش عنایت‌الله مجیدی (۱۳۵۱)
- مجموعهٔ اشعار فروزانفر (با مقدّمهٔ محمّدرضا شفیعی کدکنی)[۱۱]
- تقریرات فروزانفر (۱۴۰۴)